# Кудрявцева, Вера Михайловна
Вера Михайловна Кудрявцева (17 сентября [29 сентября] 1899 года—14 января 1950 года) — советский учёный-физик, педагог и организатор науки, специалист в области геофизики, доктор физико-математических наук (1938), профессор (1939).

## Биография
Родилась 17 сентября [29 сентября] 1899 года в селе Ознобишино, Игановской волости, Ардатовского уезда Нижегородской губернии.
В 1916 году закончила Мариинскую женскую гимназию в Томске с золотой медалью, получив звание «домашняя наставница по русскому языку и математике», в гимназии училась вместе с М. А. Большаниной.
С 1916 по 1920 год обучалась на физико-математическом отделении Сибирских высших женских курсов и с 1920 по 1921 году на естественном отделении физико-математического факультета Томского государственного университета. С 1919 по 1921 год в период обучение в институте работала в должности ассистента вычислительной службы времени Института исследования Сибири, под руководством Н. И. Порфирьева участвовала в магнитной съёмке на Алтае, её работа полученная во время этой экспедиции была опубликована профессором Б. П. Вейнбергом в одной из его работ. С 1921 по 1922 год на научно-педагогической работе в Государственном рентгенологическом и радиологическом институте в должности преподавателя физики и в Первом Петроградском политехническом институте имени М. И. Калинина. С 1922 года непродолжительное время являлась — преподавателем физики и топографии Казанского института сельского хозяйства и лесоводства.
С 1922 года на педагогической работе на физико-математическом факультете Томского государственного университета в должностях преподавателя кафедры геофизики и кафедры физики, с 1923 года — старший преподаватель кафедры электрофизических явлений, с 1930 года — доцент кафедры физики, с 1935 года — профессор кафедры общей и экспериментальной физики, с 1940 года — заведующая кафедрой оптики и спектроскопии. Одновременно с 1929 года занималась научной работой в СФТИ в должностях: научный сотрудник, с 1935 по 1937 год — заведующая оптическим отделом и с 1937 года — заведующая лабораторией малых интенсивностей света этого НИИ. С 1939 по 1944 год — декан физико-математического факультета и с 1944 по 1949 год — проректор по научно-исследовательской работе Томского государственного университета.
В 1935 году В. М. Кудрявцева была утверждена в учёной степени кандидат физико-математических наук без защиты диссертации, в 1938 году защитила диссертацию на соискание учёной степени доктор физико-математических наук по теме: «Структура и свойства серной кислоты и других кислородных кислот». В 1966 году приказом ВАК ей было присвоено учёное звание доцент, в 1939 году — профессор по кафедре физики.
В 1950 году перед самой смертью была утверждена в должности директора Астрофизического института АН Казахской ССР.

## Награды
- Орден «Знак Почёта» (1944)[1]
- Медаль «За доблестный труд в Великой Отечественной войне 1941—1945 гг.» (1946)[1]